# Pachycereus gatesii
Pachycereus gatesii är en kaktusväxtart som först beskrevs av Marcus Eugene Jones, och fick sitt nu gällande namn av David Richard Hunt. Pachycereus gatesii ingår i släktet Pachycereus och familjen kaktusväxter. Inga underarter finns listade i Catalogue of Life.